# Degerfors IF
Degerfors IF este un club de fotbal din Degerfors, Suedia fondat în anul 1907 care evoluează în Allsvenskan.

## Jucători importanți
- Andreas Andersson
- Jan Aronsson
- Leif Aronsson
- Ralf Edström
- Sven-Göran Eriksson
- Tord Grip
- Olof Mellberg
- Daniel Mendes
- Bertil Nordahl
- Gunnar Nordahl
- Thomas Nordahl
- Ulf Ottosson
- Emil Johansson
- Lars Heinermann
- Marino Ramberg
- Milenko Vukčević
- Duško Radinović
- Ola Toivonen
- Mano Garcia
- Slobodan Pavković /

## Palmares
| Campionatele Naționale                             | Campionatele Naționale                      | Campionatele Naționale                        | Cupa Națională                                                  |
| - Allsvenskan (0) : - Vice-campioană : 1941, 1963. | - Superettan (0) : - Vice-campioană : 2020. | - Divizia 1 - Norra (1) : - Campioană : 2009. | - Cupa Suediei (1) : - Câștigători : 1993. - Semifinale : 1941. |

## Cupa
Performanțe obținute Degerfors în cupa națională al Suediei.
| 1993 | Degerfors | 3 - 0 | Landskrona |

| 1993 | Degerfors | 2 - 1 | Elfsborg |

| 1941 | Degerfors | 2 - 6 | Helsingborgs |